# Agronomska fakulteta v Ljubljani
Agronomska fakulteta, s sedežem v Ljubljani, je bivša fakulteta, ki je bila članica Univerze v Ljubljani.

## Zgodovina
Fakulteta je bila ustanovljena leta 1947; leta 1949 je bila preimenovana v Agronomsko in gozdarsko fakulteto, 1856 v Fakulteto za agronomijo, gozdarstvo in veterinarstvo, v začetku šestdesetih pa naposled v Biotehniško fakulteto.
Med letoma 1947 in 1949 se je fakulteta nahajala v prostorih Alojzijevišča.